# Ajvar
Ajvar ([ǎj.ʋaːr], Kirin Serbia: ajвар; tiếng Bulgaria: aйвар; tiếng Macedonia: aјвар) là một loại sốt rau quả, làm chủ yếu từ ớt chuông đỏ. Nó cũng có thể có tỏi, cà tím và ớt. Ajvar bắt nguồn trong ẩm thực Serbia và được biết đến từ lâu như là "món salad Serbia"  hay "trứng cá rau quả Serbia". Nó würde một món ăn phổ biến khắp Nam Tư sau Thế chiến thứ hai và là hiện nay phổ biến ở khu vực Balkan.
Ajvar tự chế ở nhà được làm từ ớt rang, trong khi một số nhà sản xuất công nghiệp sử dụng ớt nấu chín, nào dẫn đến chất lượng thấp hơn. Tùy thuộc vào chất lượng capsaicin trong ớt chuông và số lượng ớt thêm vào, nó có thể trở nên ngọt ngào (truyền thống), cay (phổ thông nhất), hoặc rất cay. Ajvar có thể được sử dụng như quét lên bánh mì hoặc như một món ăn phụ.